# Ideo (figlio di Dardano)
Ideo (in greco antico: Ἰδαῖος?, Idâios) è un personaggio della mitologia greca.

## Genealogia
Figlio ultimogenito di Dardano e di Crise.
Non sono noti i nomi di spose o progenie.

## Mitologia
Ideo si propose di seguire il proprio padre portando con sé le sacre immagini degli dei con le quali volle insegnare la cultura religiosa alle nuove genti della Dardania, così si stabilì sul Monte Ida ed introdusse il culto della Madre degli Dei (Cibele) istituendo le cerimonie ed i misteri religiosi che furono osservati Frigia. 

Il nome del Monte Ida (dove sorgeva la città di Troia) proviene da Ideo (Ἰδαῖος).